# Паулінув (Лодзинське воєводство)
Паулінув (пол. Paulinów) — село в Польщі, у гміні Черневиці Томашовського повіту Лодзинського воєводства.
У 1975-1998 роках село належало до Пйотрковського воєводства.